# Andreas von Gundelsheimer
Andreas von Gundelsheimer (* 1668 in Feuchtwangen, Fürstentum Ansbach; † 17. Mai 1715 in Stettin, teilweise auch Andreas Gundelsheim und in anderen Namensformen) war ein deutscher Arzt, Botaniker und Forschungsreisender im Dienst des französischen Königs Ludwig XIV. und Leibarzt preußischer Könige.

## Leben
Gundelsheimer wurde geboren als Sohn des Oberkaplans von Feuchtwangen, Michael Gundelsheimer (1640–1715). Er studierte an der Universität Altdorf Medizin. Nach der Promotion im Jahr 1688 verbrachte er einige Jahre in Venedig, begab sich dann nach Paris und begleitete Joseph Pitton de Tournefort und den Maler Claude Aubriet von 1700 bis 1702 auf einer Forschungsreise nach Kleinasien und Armenien. Nach seiner Rückkehr siedelte er im Jahre 1703 nach Berlin über, wo König Friedrich I. ihn zu seinem Leibarzt ernannte. Diese Stellung hatte er auch unter dem Nachfolger, König Friedrich Wilhelm I. inne. Er verstarb, während er seinen König im Pommernfeldzug 1715/1716 nach Stettin begleitete, im Alter von 47 Jahren.

## Leistungen
Die Vielzahl der von ihm während der Forschungsreise gesammelten Pflanzen wurden je zur Hälfte dem Herbarium in Berlin und in München überlassen. Neben der Tätigkeit als königlich-preußischer Hof- und Leibmedicus hat sich Andreas von Gundelsheimer auch um die Gründung des Anatomischen Theaters in Berlin verdient gemacht.